# USS LST-835
O USS LST-835 foi um navio de guerra norte-americano da classe LST que operou durante a Segunda Guerra Mundial.